# 야콥 맥켈

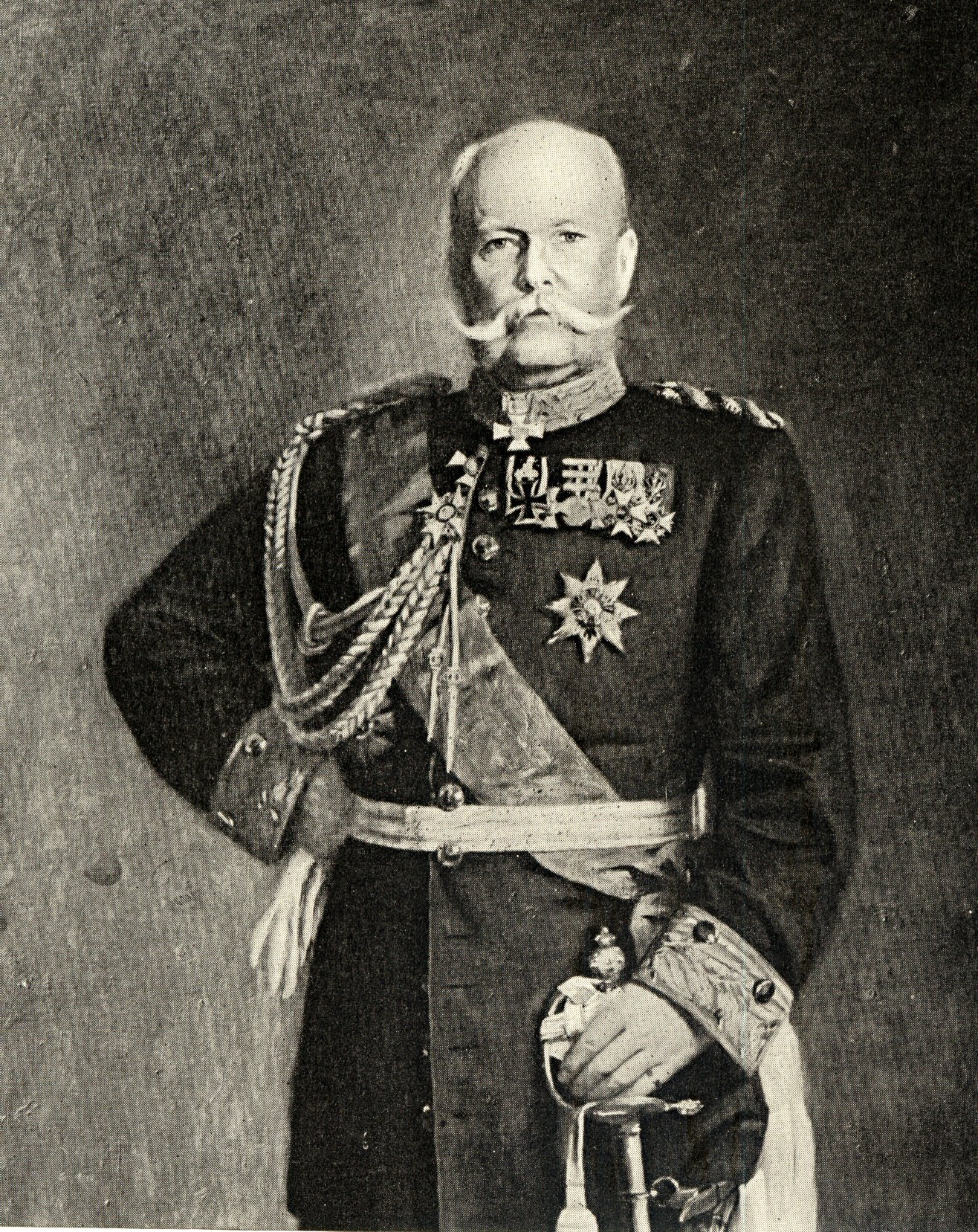

오스트리아-프로이센 전쟁과 보불전쟁의 참전자였으며, 베를린 군사 학술원의 교수였다. 1884년에 일본에 도착한 즉시 독일을 표본으로 삼아 일본 육군을 전면적으로 재조직했다. 일본 육군을 위해 강령과 조례를 만들고, 도쿄에 군사 학술원을 설립하였다. 오오야마 이와오와 고다마 겐타로의 지원 하에 일본 육군 지휘부에 독일식 작전술을 적극적으로 도입했다.
1. ↑  Левицкий Николай Арсеньевич (1938). 《Русско-японская война 1904-1905 гг.》.